# Суворово (община)
Суворово (болг. Община Суворово) — община в Болгарии. Входит в состав Варненской области.
Население составляет 7846 человек (на 15 мая 2008 года).

## Состав общины
В состав общины входят следующие населённые пункты:
1. Баново
2. Дрындар
3. Изгрев
4. Калиманци
5. Левски
6. Николаевка
7. Просечен
8. Суворово
9. Чернево